# 皇家荷蘭鑄幣廠

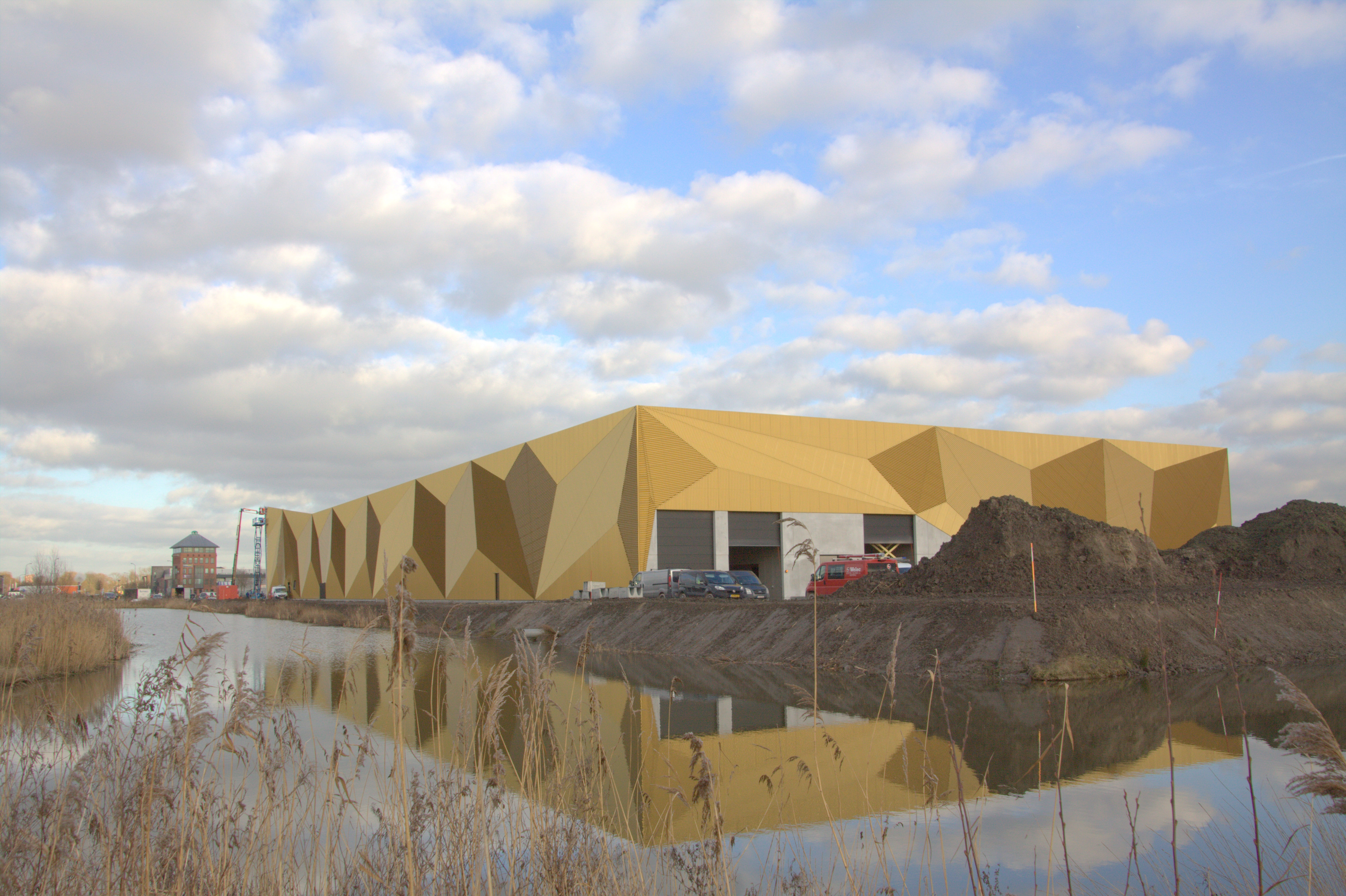

皇家荷蘭鑄幣廠（荷蘭語：Koninklijke Nederlandse Munt，簡稱）是荷蘭的一家公司，成立於1567年，負責生產荷蘭的歐元硬幣。該公司在2020年搬遷至豪滕。

## 外部連結
- Official website (in English)
- About the Royal Dutch Mint (in English)